# ラナークシャー統監
ラナークシャー統監（ラナークシャーとうかん、英語: Lord Lieutenant of Lanarkshire）は、イギリスの官職。統監の1つで、ラナークシャーを担当する。1789年に勃発したフランス革命がヨーロッパ諸国に飛び火するとともに1792年にはスコットランド各地で暴動がおこり、地方政府の対応に不満を感じたイギリス政府は1794年にイングランドの統監職をスコットランドでも常設職として設立した。

## 一覧
- 1794年3月17日 – 1799年8月2日：第8代ハミルトン公爵ダグラス・ハミルトン[2][3]
- 1799年11月30日 – 1802年：第9代ハミルトン公爵アーチボルド・ハミルトン[3]
- 1802年11月1日 – 1852年8月18日：ダグラス侯爵アレグザンダー・ハミルトン（のち第10代ハミルトン公爵）[3]
- 1852年10月1日 – 1863年7月15日：第11代ハミルトン公爵ウィリアム・ハミルトン[3]
- 1863年8月6日 – 1868年12月22日：第8代ベルヘイヴン＝ステントン卿ロバート・ハミルトン[3]
- 1869年1月27日 – 1890年1月11日：第4代準男爵サー・エドワード・コールブルック（英語版）[3]
- 1890年2月1日 – 1915年：第12代ヒューム伯爵チャールズ・ダグラス＝ヒューム[3]
- 1915年10月14日 – 1921年：第2代ニューランズ男爵ジェームズ・ホジアー（英語版）[3]
- 1921年4月18日 – 1930年12月30日：サー・ロバート・キング・ステュアート[3]
- 1931年3月21日 – 1938年5月8日：ジェームズ・ノックス（のち騎士爵）[3]
- 1938年7月6日 – 1952年6月23日：第2代ディーエルのハミルトン男爵ギャヴィン・ハミルトン[3]
- 1952年8月26日 – 1954年10月31日：初代クライズミュア男爵ジョン・コルヴィル（英語版）[3]
- 1955年1月28日 – 1959年：サー・アレグザンダー・マレー・スティーブン[3]
- 1959年6月16日 – 1963年：ジョン・クリスティ・ステュアート[3]
- 1963年8月21日 – 1992年：第2代クライズミュア男爵ロナルド・コルヴィル（英語版）[3]
- 1992年8月17日 – 1999年：ハチソン・バート・スネッドン[3]
- 1999年 – 2001年1月：空位[3]
- 2001年2月1日 – 2010年：ギルバート・カークウッド・コックス[3][4]
- 2010年月日 – 2017年11月12日：マッシュタック・アフマド（英語版）[4]
- 2017年11月13日 – ：ホーヒー男爵夫人スーザン・ホーヒー[5]